# Sébastien Érard
 Sébastien Érard  (5 d'abril de 1752 - 5 d'agost de 1831), d'origen alsacià i nascut Sébastien Erhard, va ser el primer fabricant francès de pianos a gran escala, creant la signatura de pianos que porta el seu cognom, Érard, havent-hi començat la seva carrera el 1777. També estava especialitzat en la construcció d'arpes.

## Biografia

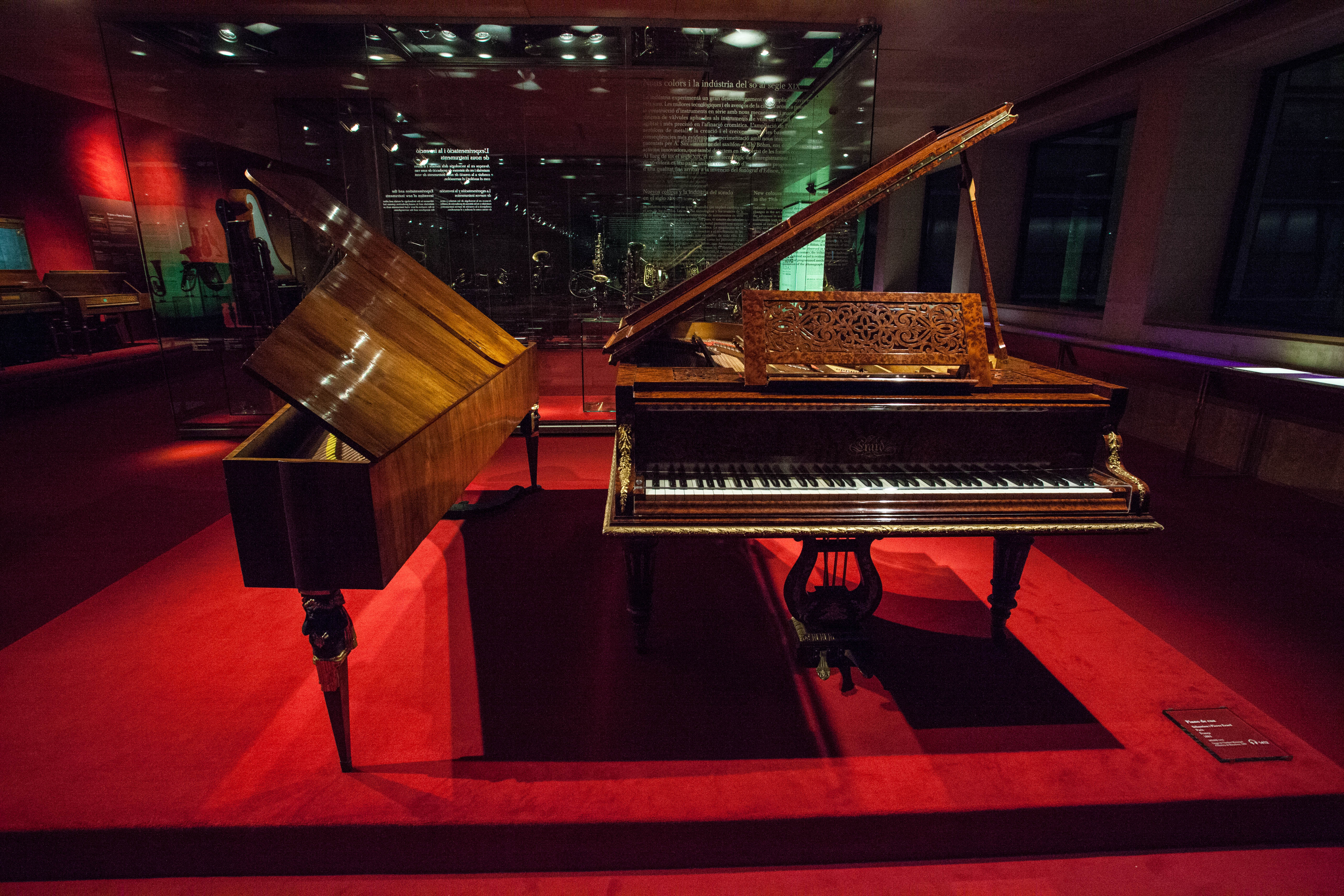
Pianos Thijn & Co. i Érard, al Museu de la Música de Barcelona

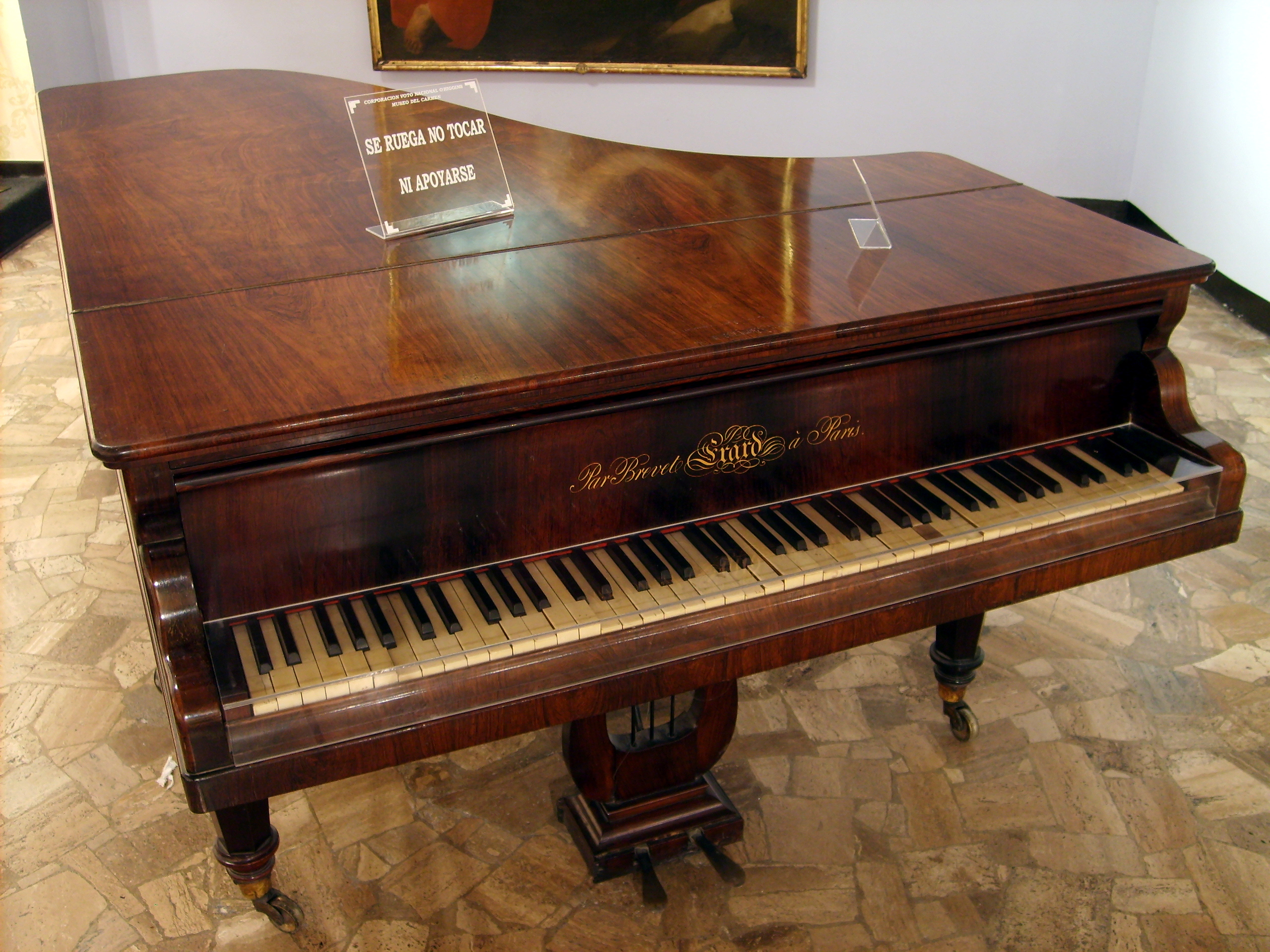
Un piano Érard

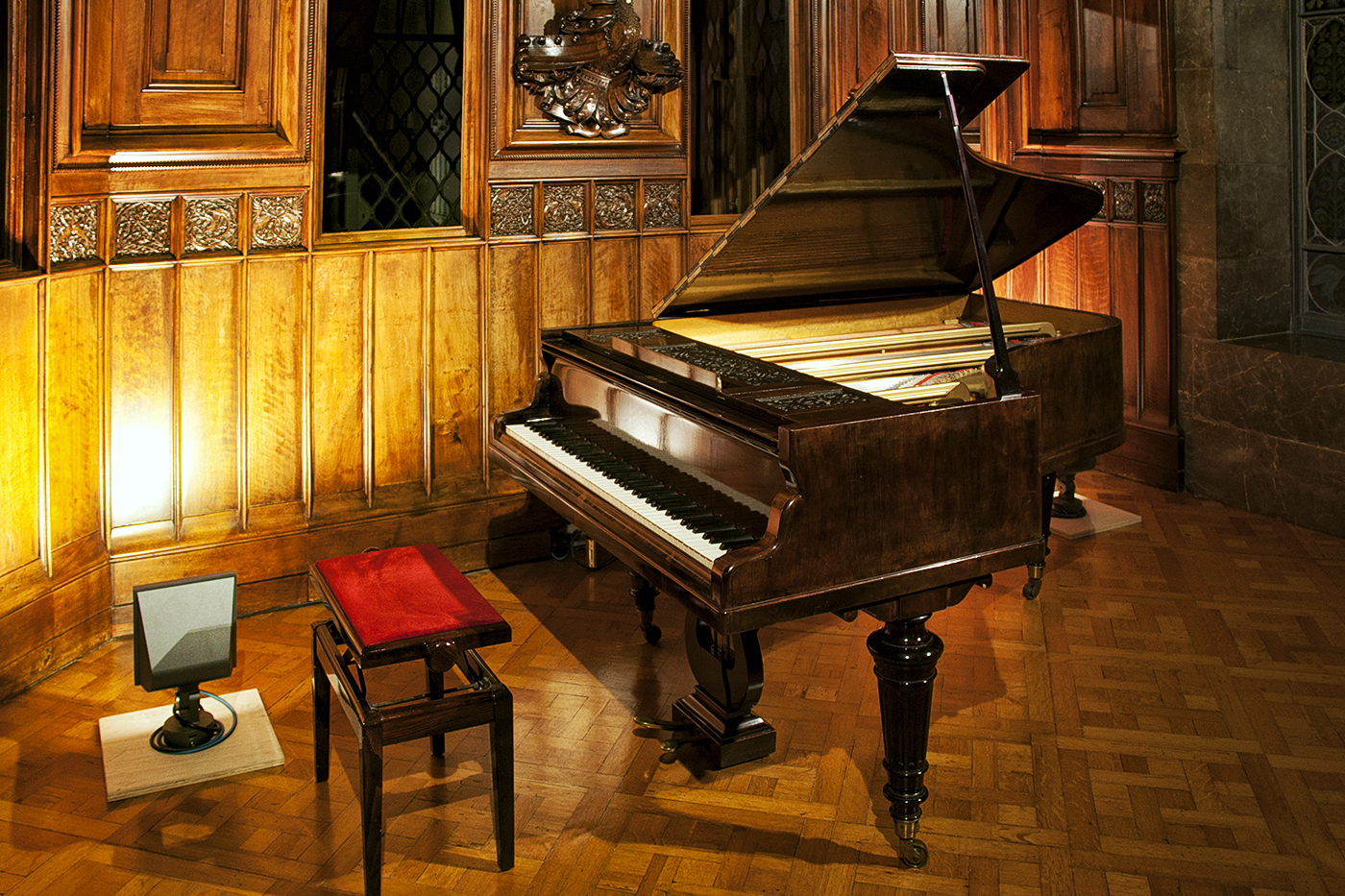
Piano Érard (1885), Palau Güell de Barcelona

Sébastien Erhard va néixer a Strasburg el 5 d'abril de 1752. Va construir el seu primer piano el 1777 a la seva fàbrica de París. Quinze anys més tard va traslladar els seus locals al Great Marlborough Street de Londres, per escapar de la Revolució Francesa. Aquest trasllat va estar motivat perquè la seva vida estava en perill a causa de la seva creixent fama i a diversos encàrrecs rebuts per part de Lluís XVI i Maria Antonieta. Més tard va tornar a París i va produir instruments des d'ambdues fàbriques. Els pianos Érard van ser àmpliament apreciats pels principals músics com Ludwig van Beethoven, Frédéric Chopin, Gabriel Fauré, Joseph Haydn, Henri Herz, Franz Liszt, Felix Mendelssohn, Ignaz Moscheles i Giuseppe Verdi, que són només alguns dels famosos compositors que van posseir pianos Érard.
Tornà a París el 1796, on ràpidament introduí els fortepianos, fets amb estil anglès, amb invents creats per ell mateix. Allà fou l'enveja dels gremis de fabricants de la ciutat. És probable que aquest gremi formés part dels del gremi de construcció de ventalls, ja que foren aquests darrers els qui requisaren el seu taller. Posteriorment, Lluis XVI canviar d'estratègia per a poder conferir a Érard el dret a fabricar fortepianos fora del gremi.
El 1808 visità de nou Londres on, dos anys més tard, produiria el seu primer mecanisme de doble escapament en una arpa. Anteriorment havia fet altres intents en la construcció d'arpes, però el nou instrument suposava un gran avenç que li donaria reputació i un mercat exclusiu. S'ha arribat a comentar que l'any posterior al seu invent va construir arpes per valor de 25.000£. El 1812 retornà a París i continuà perfeccionant els instruments que s'associaven al seu nom. El 1823 feu un altre salt important produint fortepianos amb mecanisme d'escapament doble.
En morir va continuar i millorar l'empresa el seu nebot Pierre Érard (1796-1855), El qual va contractar pràcticament de per vida a un gran pianista, Alfred Quidant (1815-1893), el qual amb el seu art feia demostracions del piano per a l'empresa Érard, a les botigues i sobretot en les exposicions internacionals. Aquest, en Pierre, va produir la seva pròpia arpa gòtica, caracteritzada per àngels i arcs, amb tres cordes suplementàries, una a la part aguda i dues a la greu, però no tenia pedals fins que, l'any 1958, els afegí Wilfrid Smith.
La fita més important de Sébastien Érard fou, potser, aconseguir la medalla d'or de la Gran Exposició de París de 1855.

## Patents d'arpa
El novembre de 1794 Érard presentà la primera patent anglesa per a arpa (Improvements in Pianofortes and Harps, patent no. 2016), un instrument d'acció simple i refinat, afinat en Mi major, que es podia tocar en vuit tons majors i cinc menors gràcies a un mecanisme de forquilla que permetia escurçar mig to les cordes.
El mecanisme d'escapament doble dels set pedals de l'arpa d'Érard, perfeccionat i patentat l'estiu de 1810, amb el número 3332 permetia escurçar un o dos semitons cadascuna de les cordes. El mecanisme, emprat encara ara pels constructors d'arpa, permet als intèrprets tocar en qualsevol to.

## Patents de piano
L'acció dels grans pianos d'Érard (patent anglesa número 4.631, de l'any 1821) és el predecessor del que utilitzen els pianos de cua moderns. Amb l'escapament doble, el martell no necessita tornar a baixar fins a la base per poder tornar a tocar la mateixa nota, mentre la tecla seguia pressionada, el martell es mantenia en equilibri a prop de la corda i, gràcies a aquest mecanisme, podia tornar a accionar el martell damunt la corda amb més rapidesa del que havia estat possible fins llavors. Aquesta és només una de les innovacions que es troben encara als pianos moderns, per exemple, Érard va ser el primer constructor a París en afegir pedals al piano. Sovint n'afegia de més amb efectes com la ressonància, a celesta o un "pedal fagot" (al que posava cuir contra les cordes per generar un efecte de brunzit). Va afegir també una palanca que s'activava amb el genoll i que permetia que els martells colpegessin una sola corda. Altres patents del constructor tenen a veure amb aspectes tècnics de l'acció del teclat, la caixa de ressonància i el mecanisme d'afinació. Pràcticament totes aquestes innovacions s'han mantingut als pianos moderns.